# Grand Prix Formule 1 van Turkije 2009

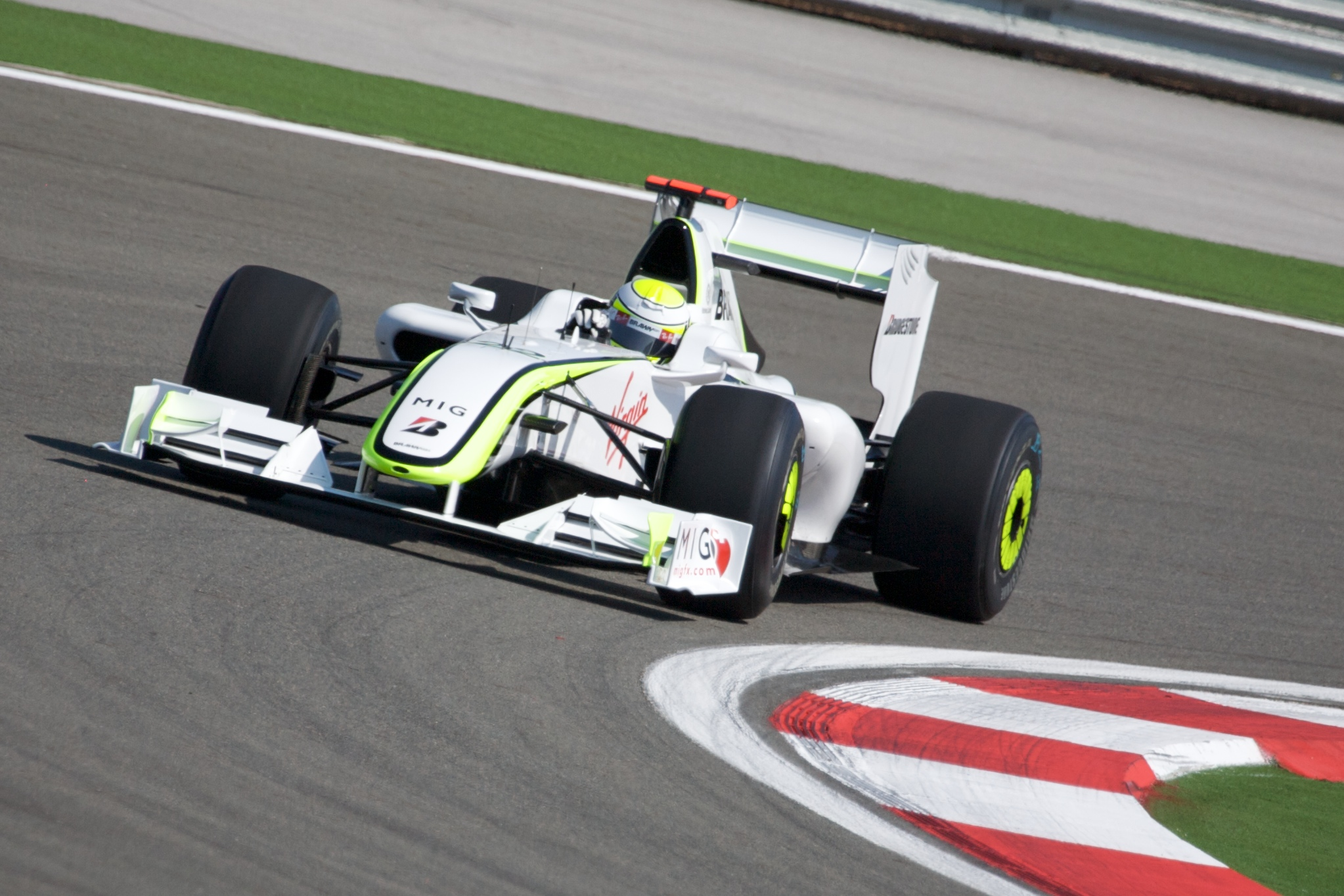
Jenson Button, winnaar van de race

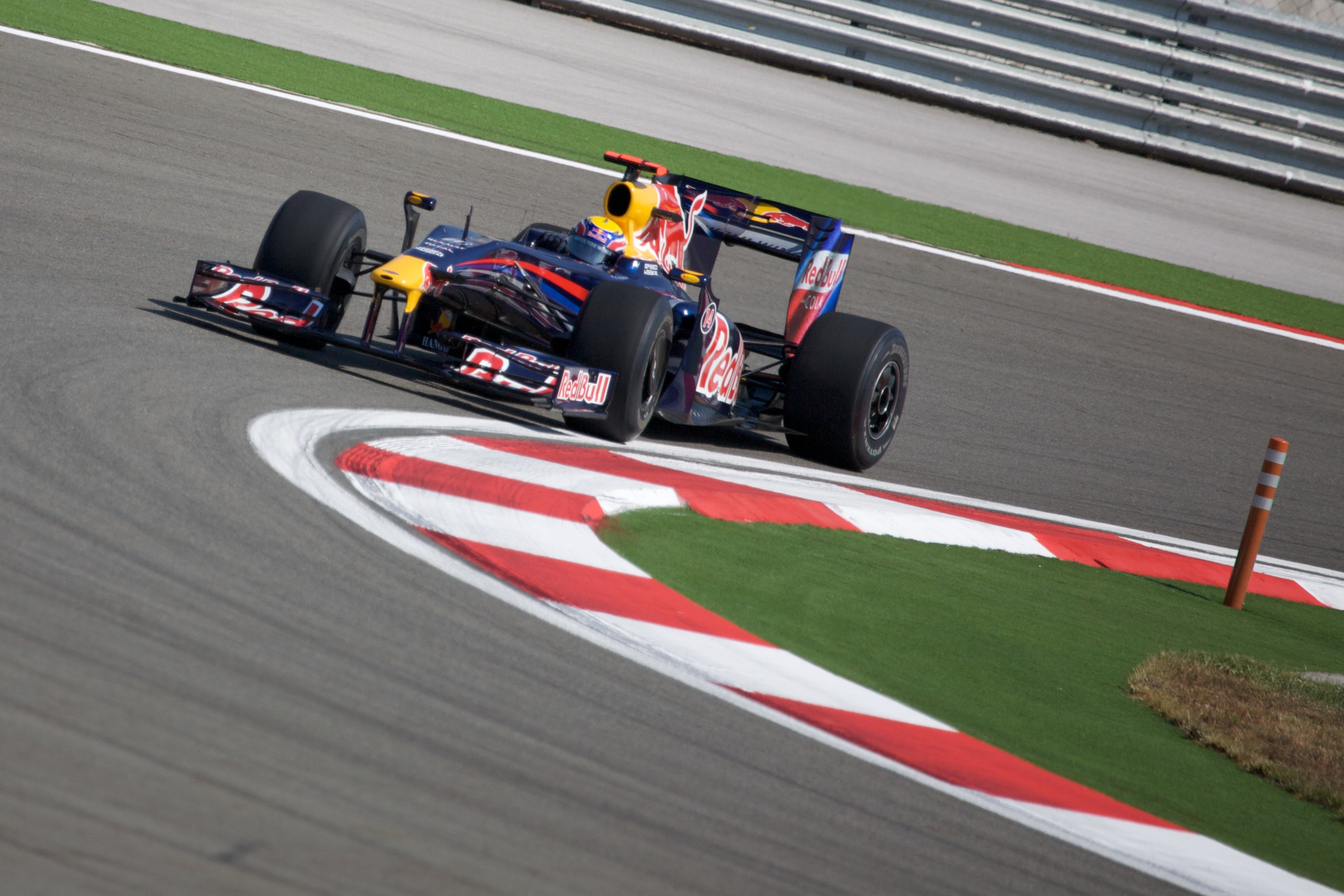
Mark Webber finishte op de twee plaats.

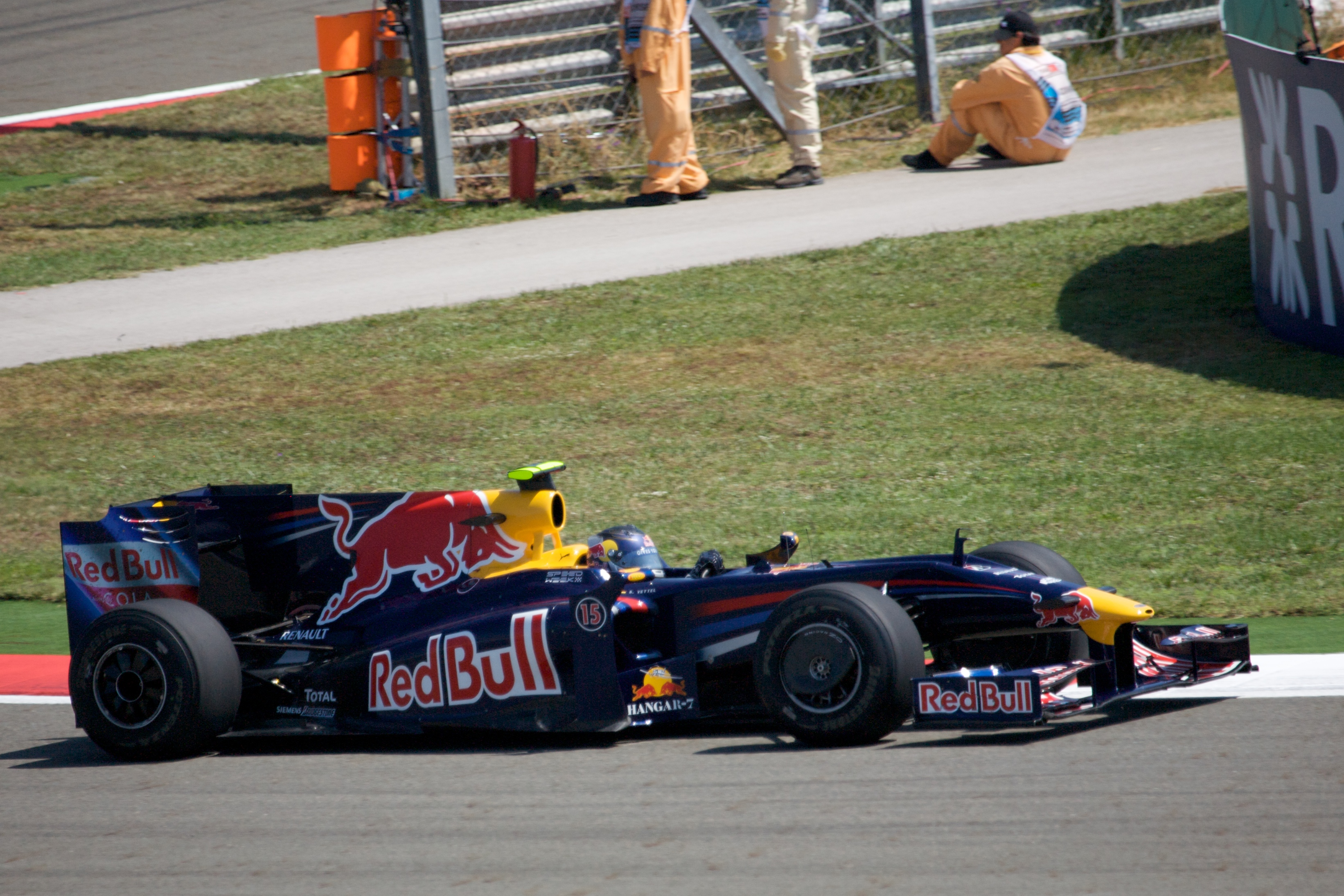
Sebastian Vettel werd derde.

De Grand Prix Formule 1 van Turkije 2009 werd gehouden op 7 juni 2009 op Istanbul Park. Het was de zevende race uit het kampioenschap. De wedstrijd werd gewonnen door Jenson Button. Het was zijn zesde zege van het seizoen en de zevende uit zijn carrière. Red Bull-rijders Mark Webber en Sebastian Vettel vervolledigde het podium.

## Kwalificatie
| Positie | Nummer | Naam                 | Team                 | Q1       | Q2       | Q3       | Grid |
| ------- | ------ | -------------------- | -------------------- | -------- | -------- | -------- | ---- |
| 1       | 15     | Sebastian Vettel     | Red Bull-Renault     | 1:27.330 | 1:27.016 | 1:28.316 | 1    |
| 2       | 22     | Jenson Button        | Brawn-Mercedes       | 1:27.355 | 1:27.230 | 1:28.421 | 2    |
| 3       | 23     | Rubens Barrichello   | Brawn-Mercedes       | 1:27.371 | 1:27.418 | 1:28.579 | 3    |
| 4       | 14     | Mark Webber          | Red Bull-Renault     | 1:27.466 | 1:27.416 | 1:28.613 | 4    |
| 5       | 9      | Jarno Trulli         | Toyota               | 1:27.529 | 1:27.195 | 1:28.666 | 5    |
| 6       | 4      | Kimi Räikkönen       | Ferrari              | 1:27.556 | 1:27.387 | 1:28.815 | 6    |
| 7       | 3      | Felipe Massa         | Ferrari              | 1:27.508 | 1:27.349 | 1:28.858 | 7    |
| 8       | 7      | Fernando Alonso      | Renault              | 1:27.988 | 1:27.473 | 1:29.075 | 8    |
| 9       | 16     | Nico Rosberg         | Williams-Toyota      | 1:27.517 | 1:27.418 | 1:29.191 | 9    |
| 10      | 5      | Robert Kubica        | BMW Sauber           | 1:27.788 | 1:27.455 | 1:29.357 | 10   |
| 11      | 6      | Nick Heidfeld        | BMW Sauber           | 1:27.795 | 1:27.521 |          | 11   |
| 12      | 17     | Kazuki Nakajima      | Williams-Toyota      | 1:27.691 | 1:27.629 |          | 12   |
| 13      | 10     | Timo Glock           | Toyota               | 1:28.160 | 1:27.795 |          | 13   |
| 14      | 2      | Heikki Kovalainen    | McLaren-Mercedes     | 1:28.199 | 1:28.207 |          | 14   |
| 15      | 20     | Adrian Sutil         | Force India-Mercedes | 1:28.278 | 1:28.391 |          | 15   |
| 16      | 1      | Lewis Hamilton       | McLaren-Mercedes     | 1:28.318 |          |          | 16   |
| 17      | 8      | Nelson Piquet jr.    | Renault              | 1:28.582 |          |          | 17   |
| 18      | 12     | Sébastien Buemi      | Toro Rosso-Ferrari   | 1:28.708 |          |          | 18   |
| 19      | 21     | Giancarlo Fisichella | Force India-Mercedes | 1:28.717 |          |          | 19   |
| 20      | 11     | Sébastien Bourdais   | Toro Rosso-Ferrari   | 1:28.918 |          |          | 20   |

## Race
| Positie | Nummer | Coureur              | Team                 | Rondes | Tijd/Oorzaak uitval | Startplaats | Punten |
| ------- | ------ | -------------------- | -------------------- | ------ | ------------------- | ----------- | ------ |
| 1       | 22     | Jenson Button        | Brawn-Mercedes       | 58     | 1:26:24.848         | 2           | 10     |
| 2       | 14     | Mark Webber          | Red Bull-Renault     | 58     | +6.714              | 4           | 8      |
| 3       | 15     | Sebastian Vettel     | Red Bull-Renault     | 58     | +7.461              | 1           | 6      |
| 4       | 9      | Jarno Trulli         | Toyota               | 58     | +27.843             | 5           | 5      |
| 5       | 16     | Nico Rosberg         | Williams-Toyota      | 58     | +31.539             | 9           | 4      |
| 6       | 3      | Felipe Massa         | Ferrari              | 58     | +39.996             | 7           | 3      |
| 7       | 5      | Robert Kubica        | BMW Sauber           | 58     | +46.247             | 10          | 2      |
| 8       | 10     | Timo Glock           | Toyota               | 58     | +46.959             | 13          | 1      |
| 9       | 4      | Kimi Räikkönen       | Ferrari              | 58     | +50.246             | 6           |        |
| 10      | 7      | Fernando Alonso      | Renault              | 58     | +1:02.420           | 8           |        |
| 11      | 6      | Nick Heidfeld        | BMW Sauber           | 58     | +1:04.327           | 11          |        |
| 12      | 17     | Kazuki Nakajima      | Williams-Toyota      | 58     | +1:06.376           | 12          |        |
| 13      | 1      | Lewis Hamilton       | McLaren-Mercedes     | 58     | +1:20.454           | 16          |        |
| 14      | 2      | Heikki Kovalainen    | McLaren-Mercedes     | 57     | +1 ronde            | 14          |        |
| 15      | 12     | Sébastien Buemi      | Toro Rosso-Ferrari   | 57     | +1 ronde            | 18          |        |
| 16      | 8      | Nelson Piquet jr.    | Renault              | 57     | +1 ronde            | 17          |        |
| 17      | 20     | Adrian Sutil         | Force India-Mercedes | 57     | +1 ronde            | 15          |        |
| 18      | 11     | Sébastien Bourdais   | Toro Rosso-Ferrari   | 57     | +1 ronde            | 20          |        |
| Ret     | 23     | Rubens Barrichello   | Brawn-Mercedes       | 47     | Versnellingsbak     | 3           |        |
| Ret     | 21     | Giancarlo Fisichella | Force India-Mercedes | 4      | Remmen              | 19          |        |

## Noot
- Dit was de vijfde podiumplaats voor Mark Webber.

2005 · 2006 · 2007 · 2008 · 2009 · 2010 · 2011 · 2020 · 2021